# Nammajaure
Nammajaure är en sjö i Jokkmokks kommun i Lappland och ingår i Luleälvens huvudavrinningsområde. Sjön har en area på 0,327 kvadratkilometer och ligger 385 meter över havet. Nammajaure ligger i Muddus Natura 2000-område.
Dokumentärfilmen Ghost Rockets från 2015 är delvis inspelad vid Nammajaure. En expedition ledd av Clas Svahn som söker efter en spökraket som kan ha landat och nu ligga kvar i sjön.

## Delavrinningsområde
Nammajaure ingår i det delavrinningsområde (741995-169525) som SMHI kallar för Mynnar i Muddusälven. Medelhöjden är 399 meter över havet och ytan är 29,81 kvadratkilometer. Det finns inga avrinningsområden uppströms utan avrinningsområdet är högsta punkten. Asjkasbecken som avvattnar avrinningsområdet har biflödesordning 3, vilket innebär att vattnet flödar genom totalt 3 vattendrag innan det når havet efter 183 kilometer. Avrinningsområdet består mestadels av skog (68 procent) och sankmarker (31 procent). Avrinningsområdet har 0,33 kvadratkilometer vattenytor vilket ger det en sjöprocent på 1,1 procent.